# Christiane Ruff
Christiane Ruff (* 25. Juni 1960 in Gelsenkirchen) ist Fernsehproduzentin und Grimmepreisträgerin.

## Wirken
In den Jahren 1986 bis 1987 arbeitete Ruff als Redaktionsassistentin bei der Deutschen Welle in Köln. Ab 1988 war sie für RTL tätig. Anschließend war sie Geschäftsführerin von Sony Film Productions Deutschland. Dort produzierte sie unter anderem TV-Serien wie Nikola, Ritas Welt, Die Camper und Alles Atze. Diese sind an US-amerikanische Comedy-Serien angelehnt, aber um eigenständige Handlungen und Protagonisten bemüht.

Am 16. Juli 2014 löste sie Jan Kromschröder als Geschäftsführer von ITV Studios Germany ab.